# Presidentvalet i Frankrike 2002
Franska presidentvalet 2002 blev starkt uppmärksammat internationellt, eftersom UMP-kandidaten Jacques Chirac, som valdes till Frankrikes president, i den andra valomgången fick sällskap av Jean-Marie Le Pen, ledare för det högerextremistiska partiet Front National. Socialisterna hade därmed ingen kandidat i andra omgången, där Chirac vann med 82,21 % av rösterna, de högsta siffrorna sedan Frankrikes femte republik skapades. 

## Resultat
| Kandidater        | Parti            | Röster 1:a omgång | %       | Röster 2:a omgång | %      |
| ----------------- | ---------------- | ----------------- | ------- | ----------------- | ------ |
| Jacques Chirac    | UMP              | 5 665 855         | 19,88 % | 25 537 956        | 82,2 % |
| Jean-Marie Le Pen | National Front   | 4 804 713         | 16,86 % | 5 525 032         | 17,8 % |
| Lionel Jospin     | Parti Socialiste | 4 610 113         | 16,18 % |                   |        |